# Casa de la Comanda

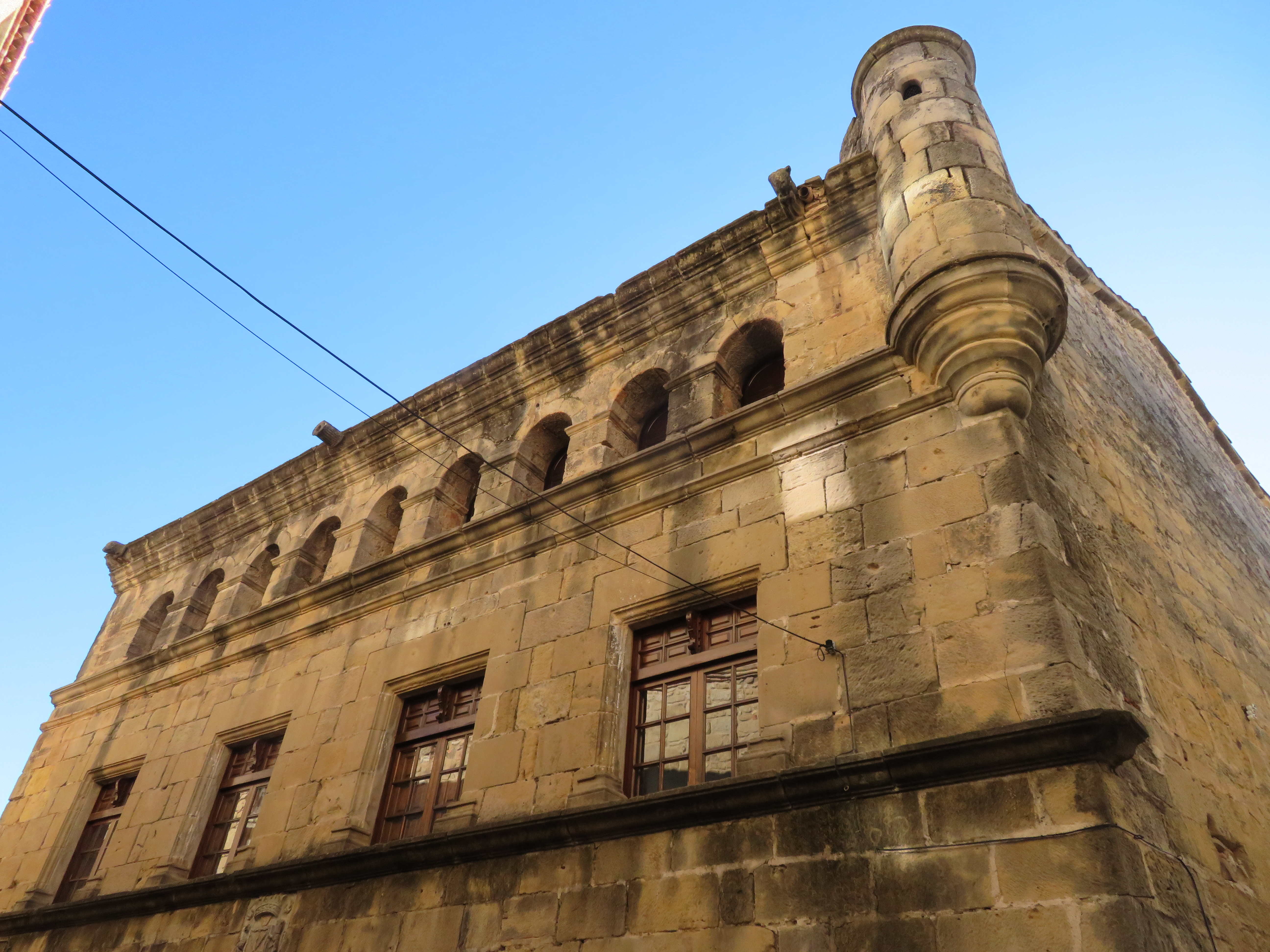
Casa de la Comanda

La Casa de la Comanda es un edificio del municipio de Horta de San Juan (Tarragona) declarada bien cultural de interés nacional.

## Descripción
Es un centro fortificado dentro del núcleo de la población de estilo renacentista. Consta de planta baja y dos pisos, con cubierta a dos aguas. En la planta baja se abre la portada de arco de medio punto y varias ventanas cegadas. El primer piso consta de varias ventanas con dintel moldurado y el segundo piso tiene una galería corrida. Los diferentes pisos están separados por cornisas molduradas, alero y gárgolas. Conserva una pequeña torre cilíndrica en el ángulo. La fachada posterior presenta una ménsula de grandes dimensiones donde había habido un gran balcón.

## Historia
Originariamente debía de ser sede de la Orden de San Juan de Jerusalén dependiendo de la castellanía de Amposta. En la actualidad es la «Casa Membrado», una residencia privada en muy buen estado de conservación, aunque el interior se ha ido adaptando a las necesidades de los propietarios. Sobre la puerta de entrada se conserva un escudo de Navarra.

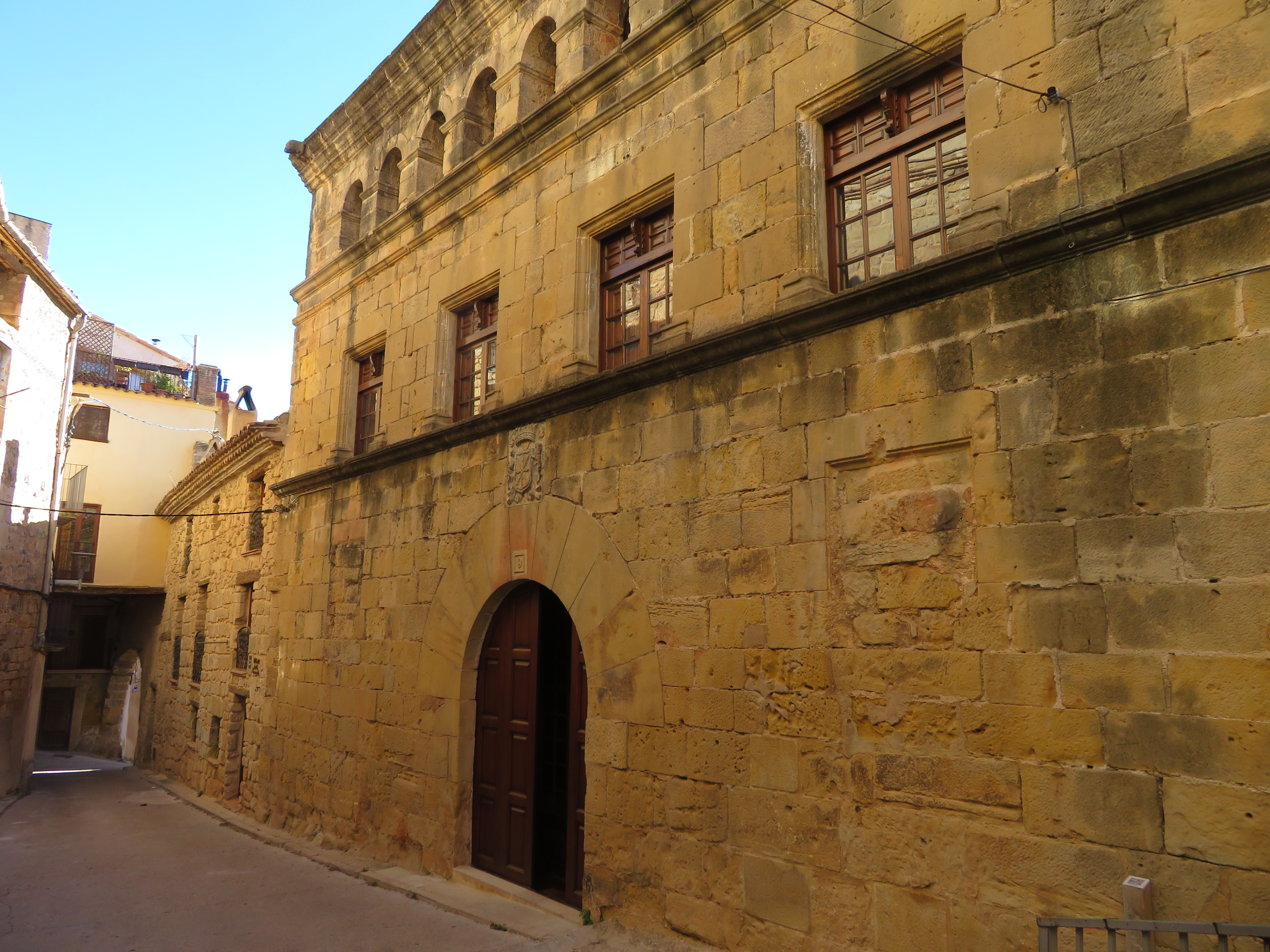
Casa de la Comanda